# Liste der Nummer-eins-Hits in den Cash Box Charts (1988)
Diese Liste enthält alle Nummer-eins-Hits in den amerikanischen Cash Box Charts im Jahr 1988. Es gab in diesem Jahr 32 Nummer-eins-Singles.
| Singles |
| --- |
| - George Michael – Faith - 5 Wochen (12. Dezember 1987 – 15. Januar 1988) - George Harrison – Got My Mind Set on You - 1 Woche (16. Januar – 22. Januar) - Michael Jackson – The Way You Make Me Feel - 1 Woche (23. Januar – 29. Januar) - INXS – Need You Tonight - 1 Woche (30. Januar – 5. Februar) - Tiffany – Could’ve Been - 2 Wochen (6. Februar – 19. Februar) - Pet Shop Boys & Dusty Springfield – What Have I Done to Deserve This? - 1 Woche (20. Februar – 26. Februar) - George Michael – Father Figure - 3 Wochen (27. Februar – 18. März) - Rick Astley – Never Gonna Give You Up - 1 Woche (19. März – 25. März) - Michael Jackson – Man in the Mirror - 3 Wochen (26. März – 15. April) - Billy Ocean – Get Outta My Dreams, Get into My Car - 2 Wochen (16. April – 29. April) - Whitney Houston – Where Do Broken Hearts Go - 1 Woche (30. April – 6. Mai) - Terence Trent D’Arby – Wishing Well - 1 Woche (7. Mai – 13. Mai) - Gloria Estefan und Miami Sound Machine – Anything for You - 2 Wochen (14. Mai – 27. Mai) - George Michael – One More Try - 3 Wochen (28. Mai – 17. Juni) - Rick Astley – Together Forever - 1 Woche (18. Juni – 24. Juni) - Debbie Gibson – Foolish Beat - 1 Woche (25. Juni – 1. Juli) - Michael Jackson – Dirty Diana - 1 Woche (2. Juli – 8. Juli) - Cheap Trick – The Flame - 2 Wochen (9. Juli – 22. Juli) - Def Leppard – Pour Some Sugar On Me - 2 Wochen (23. Juli – 5. August) - Steve Winwood – Roll With It - 3 Wochen (6. August – 26. August) - George Michael – Monkey - 2 Wochen (27. August – 9. September) - Guns N’ Roses – Sweet Child o’ Mine - 3 Wochen (10. September – 30. September) - Bobby McFerrin – Don’t Worry, Be Happy - 1 Woche (1. Oktober – 7. Oktober) - Def Leppard – Love Bites - 1 Woche (8. Oktober – 14. Oktober) - UB40 – Red Red Wine - 1 Woche (15. Oktober – 21. Oktober) - Phil Collins – A Groovy Kind of Love - 2 Wochen (22. Oktober – 4. November) - The Beach Boys – Kokomo - 2 Wochen (5. November – 18. November) - Escape Club – Wild Wild West - 1 Woche (19. November – 25. November) - Bon Jovi – Bad Medicine - 1 Woche (26. November – 2. Dezember) - Will to Power – Baby, I Love Your Way/Freebird Medley (Free Baby) - 1 Woche (3. Dezember – 9. Dezember) - Chicago – Look Away - 2 Wochen (10. Dezember – 23. Dezember) - Poison – Every Rose Has Its Thorn - 4 Wochen (24. Dezember 1988 – 20. Januar 1989) |